# Benoît (prénom)
Pour les articles homonymes, voir Benoît.
 (août 2013).
Si vous disposez d'ouvrages ou d'articles de référence ou si vous connaissez des sites web de qualité traitant du thème abordé ici, merci de compléter l'article en donnant les références utiles à sa vérifiabilité et en les liant à la section « Notes et références ».
Benoît (ou Benoist) est un prénom masculin issu du latin benedictus, qui  signifie « béni », c'est-à-dire « béni par Dieu » ; littéralement bene (bien) et dictus (dit). 
L'adjectif correspondant au prénom est « bénédictin », mais ce mot sert essentiellement à faire référence au monachisme bénédictin.
Benoît est aussi un patronyme.

## Variantes linguistiques
- allemand : Benedikt
- anglais : Benedict
- aragonais : Benedet
- breton : Beneat
- catalan : Benet
- croate : Benedikt
- espagnol : Benedicto, Benito
- espéranto : Benedikto
- français : Benoit, Benoît, Benoist
- gallo-italique de Sicile : Bittu[1]
- grec : Βενέδικτος (Benédhiktos)
- hébreu : Baruch (barûkh)
- hongrois : Benedek
- italien : Benedetto
- latin : Benedictus
- letton : Benedikts, Benis
- néerlandais : Benedictus, Benno
- norvégien : Benedikt
- occitan : Beneset, Benasèth
- picard : Bénouot[2]
- polonais : Benedykt
- poitevin: Benet, Benoet
- portugais : Benedito , Bento
- provençal : Benezet, Bénézet
- roumain : Benedict
- russe : Бенедикт (Benedikt), Венедикт (Venedikt)
- slovaque : Benedikt
- slovène : Benedikt
- suédois : Bengt
- tchèque : Benedikt
- yiddish : Benesh

### Autres formes

#### Masculine
- Autre forme masculine: Bénédict

#### Féminines
- Formes féminines françaises : Benoîte, Bénédicte.

Actuellement, en France, la forme féminine Bénédicte est largement préférée à la forme féminine Benoîte qui n'est presque plus donnée, bien que cette dernière ait atteint une bien plus grande popularité dans le passé. En 2012 il y avait 49 fois plus de porteurs vivants du prénom Bénédicte que du prénom Benoîte,.

## Popularité
Le prénom a été rendu célèbre par saint Benoît de Nursie († vers 547).

## Personnalités portant ce prénom
- Pour l'ensemble des articles sur les personnes portant ce prénom, consulter :
  - la liste des articles dont le titre commence par ce prénom
  - les listes produites par Wikidata : Liste des personnes de prénom « Benoît » — même liste en incluant les éventuels prénoms composés qui contiennent « Benoît ».